# Liga Campionilor EHF Masculin 2019-2020
Liga Campionilor EHF Masculin 2019-2020 este a 60-a ediție a principalei competiții europene de handbal pentru cluburi și a 27-a ediție în actualul format al Ligii Campionilor EHF Masculin.
RK Vardar este echipa campioană din ediția precedentă.

## Format
Competiția a început cu o fază a grupelor la care au luat parte 28 de echipe, distribuite în patru grupe: grupele A și B au fost alcătuite din câte 8 echipe, în timp ce grupele C și D au fost alcătuite din câte 6 echipe. Meciurile s-au jucat după un dublu sistem de tip fiecare cu fiecare, pe teren propriu și în deplasare. În grupele A și B, primele 6 echipe s-au calificat în fazele eliminatorii, echipele clasate pe locurile 2–6 avansând în optimile de finală, în timp ce câștigătoarele grupelor au avansat direct în sferturile de finală. În grupele C și D, doar primele două echipe au jucat într-un turneu de tip play-off, cu meciuri pe teren propriu și în deplasare. Câștigătoarele acestui turneu au avansat în optimile de finală.
Fazele eliminatorii includ patru etape: optimile de finală, sferturile și un turneu final four alcătuit din două semifinale și o finală. În optimi, 12 echipe (10 din grupele A și B, plus cele două câștigătoare ale turneului play-off din grupele C și D) au fost împărțite în perechi și vor juca una împotriva celeilalte în câte două partide fiecare, una pe teren propriu și alta în deplasare. Câștigătoarele optimilor vor avansa în sferturile de finală, unde se vor alătura câștigătoarelor grupelor A și B. Cele opt sfert-finaliste vor fi împărțite în perechi și vor juca una împotriva celeilalte în câte două partide fiecare, una pe teren propriu și alta în deplasare. Câștigătoarele optimilor de finală vor avansa în final four. 
În turneul final four semifinalele și finala se joacă într-un singur tur, într-o sală gazdă desemnată dinainte.

## Distribuția echipelor
Înainte de termenul limită de 12 iunie 2019, un total 35 de echipe din 21 de țări au depus o solicitare pentru a obține un loc în faza grupelor competiției. Lista finală a celor 28 de echipe participante a fost făcută publică de Comitetul Executiv al EHF pe 21 iunie 2019.
| Grupele A/B           | Grupele A/B       | Grupele A/B          | Grupele A/B            |
| --------------------- | ----------------- | -------------------- | ---------------------- |
| Meșkov Brest          | PPD Zagreb        | Aalborg Håndbold     | SG Flensburg-Handewitt |
| Barcelona Handbol     | PSG Handball      | Telekom Veszprém     | RK Vardar              |
| Elverum Håndball      | PGE Vive Kielce   | Porto Sofarma        | Celje Pivovarna Laško  |
| Motor Zaporojie       | THW Kiel          | Montpellier Handball | MOL-Pick Szeged        |
| Grupele C/D           |                   |                      |                        |
| Riihimäki Cocks       | Dinamo București  | Cehovskie Medvedi    | IK Sävehof             |
| Kadetten Schaffhausen | Tatran Prešov     | GOG Håndbold         | Bidasoa Irun           |
| Eurofarm Rabotnik     | Orlen Wisła Płock | Sporting CP          | IFK Kristianstad       |

## Fazele și datele tragerilor la sorți
Tragerile la sorți pentru faze grupelor și fazele eliminatorii au avut loc pe 27 iunie 2019, la Viena, în Austria.
| Faza                | Data tragerii la sorți |
| ------------------- | ---------------------- |
| Faza grupelor       | 27 iunie 2019          |
| Fazele eliminatorii | 27 iunie 2019          |
| Final four (Köln)   | 5 mai 2020             |

## Faza grupelor
Tragerea la sorți pentru faza grupelor a avut loc pe 27 iunie 2019, la Viena, în Austria. 28 de echipe au fost extrase în patru grupe, două din acestea fiind alcătuite din 9 echipe fiecare (grupele A și B), iar celelalte două fiind alcătuite din 6 echipe fiecare (grupele C și D). Echipele provenind din aceeași țară au fost protejate prin regulament și nu au fost extrase în aceeași grupă.
În fiecare din cele patru grupe, echipele au jucat după un dublu sistem de tip fiecare cu fiecare, în meciuri pe teren propriu și în deplasare.
După terminarea meciurilor fazei grupelor, departajarea echipelor calificate în fazele eliminatorii s-a făcut după cum urmează:
- Grupele A și B – echipele câștigătoare au avansat direct în sferturile de finală, în timp ce cele cinci echipe clasate pe locurile 2–6 din fiecare grupă au avansat în optimi.
- Grupele C și D – echipele clasate pe primele două locuri în fiecare grupă au jucat într-un turneu de tip play-off, cu meciuri pe teren propriu și în deplasare. Câștigătoarele acestui turneu au avansat în optimile de finală, alăturându-se celor 10 echipe din grupele A și B.

| Modul de departajare |
| --- |
| În faza grupelor echipele au fost departajate pe bază de punctaj (2 puncte pentru victorie, 1 punct pentru meci egal, 0 puncte pentru înfrângere). La terminarea fazei grupelor, acolo unde două echipe dintr-o grupă au acumulat același număr de puncte, departajarea lor s-a făcut conform capitolului 4.3, secțiunea 4.3.1.1 din regulament, ținând cont de următoarele criterii și în următoarea ordine: 1. Cel mai mare număr de puncte obținute în meciurile directe; 2. Golaveraj superior în meciurile directe; 3. Cel mai mare număr de goluri înscrise în meciurile directe (sau în meciul din deplasare, în cazul sistemului tur-retur); 4. Golaveraj superior în toate meciurile din grupă; 5. Cel mai bun golaveraj pozitiv în toate meciurile din grupă; În situația în care echipele ar fi rămas la egalitate și după folosirea criteriilor de mai sus, atunci Federația Europeană de Handbal ar fi urmat să ia o decizie de departajare prin tragere la sorți, dar acest lucru nu a fost necesar. În timpul fazei grupelor, doar criteriile 4–5 s-au aplicat pentru a determina clasamentul provizoriu al echipelor. |

### Grupa A
| Loc | Echipa                 | MJ | V  | E | Î  | GM  | GP  | DG   | Pct | Calificare           |
| --- | ---------------------- | -- | -- | - | -- | --- | --- | ---- | --- | -------------------- |
| 1   | FC Barcelona           | 14 | 13 | 0 | 1  | 485 | 380 | +105 | 26  | Sferturile de finală |
| 2   | PSG Handball           | 14 | 11 | 0 | 3  | 444 | 389 | +55  | 22  | Optimile de finală   |
| 3   | MOL-Pick Szeged        | 14 | 9  | 2 | 3  | 409 | 370 | +39  | 20  | Optimile de finală   |
| 4   | Aalborg Håndbold       | 14 | 7  | 1 | 6  | 416 | 420 | −4   | 15  | Optimile de finală   |
| 5   | SG Flensburg-Handewitt | 14 | 7  | 1 | 6  | 388 | 379 | +9   | 15  | Optimile de finală   |
| 6   | Celje Pivovarna Laško  | 14 | 3  | 0 | 11 | 355 | 429 | −74  | 6   | Optimile de finală   |
| 7   | PPD Zagreb             | 14 | 2  | 1 | 11 | 343 | 419 | −76  | 5   |                      |
| 8   | Elverum Håndball       | 14 | 1  | 1 | 12 | 365 | 419 | −54  | 3   |                      |

1. 1 2  Aalborg Håndbold 63–57 SG Flensburg-Handewitt

### Grupa B
| Loc | Echipa               | MJ | V  | E | Î  | GM  | GP  | DG  | Pct | Calificare           |
| --- | -------------------- | -- | -- | - | -- | --- | --- | --- | --- | -------------------- |
| 1   | THW Kiel             | 14 | 9  | 2 | 3  | 437 | 398 | +39 | 20  | Sferturile de finală |
| 2   | Telekom Veszprém     | 14 | 10 | 0 | 4  | 448 | 386 | +62 | 20  | Optimile de finală   |
| 3   | PGE Vive Kielce      | 14 | 8  | 2 | 4  | 421 | 389 | +32 | 18  | Optimile de finală   |
| 4   | Montpellier Handball | 14 | 8  | 1 | 5  | 386 | 375 | +11 | 17  | Optimile de finală   |
| 5   | Porto Sofarma        | 14 | 6  | 2 | 6  | 400 | 410 | −10 | 14  | Optimile de finală   |
| 6   | RK Vardar            | 14 | 5  | 1 | 8  | 396 | 444 | −48 | 11  | Optimile de finală   |
| 7   | Meșkov Brest         | 14 | 4  | 0 | 10 | 401 | 431 | −30 | 8   |                      |
| 8   | Motor Zaporojie      | 14 | 1  | 2 | 11 | 406 | 462 | −56 | 4   |                      |

1. 1 2  Kiel 66–59 Veszprém

### Grupa C
| Loc | Echipa            | MJ | V | E | Î | GM  | GP  | DG  | Pct | Calificare |
| --- | ----------------- | -- | - | - | - | --- | --- | --- | --- | ---------- |
| 1   | Bidasoa Irun      | 10 | 6 | 3 | 1 | 297 | 246 | +51 | 15  | Playoff    |
| 2   | Sporting CP       | 10 | 6 | 2 | 2 | 309 | 266 | +43 | 14  | Playoff    |
| 3   | IK Sävehof        | 10 | 6 | 0 | 4 | 268 | 278 | −10 | 12  |            |
| 4   | Tatran Prešov     | 10 | 3 | 1 | 6 | 260 | 279 | −19 | 7   |            |
| 5   | Riihimäki Cocks   | 10 | 3 | 0 | 7 | 239 | 290 | −51 | 6   |            |
| 6   | Eurofarm Rabotnik | 10 | 3 | 0 | 7 | 265 | 279 | −14 | 6   |            |

1. 1 2  Riihimäki Cocks 53–52 Eurofarm Rabotnik

### Grupa D
| Loc | Echipa                | MJ | V | E | Î | GM  | GP  | DG  | Pct | Calificare |
| --- | --------------------- | -- | - | - | - | --- | --- | --- | --- | ---------- |
| 1   | Dinamo București      | 10 | 7 | 3 | 0 | 298 | 256 | +42 | 17  | Playoff    |
| 2   | Orlen Wisła Płock     | 10 | 5 | 1 | 4 | 267 | 260 | +7  | 11  | Playoff    |
| 3   | GOG Håndbold          | 10 | 4 | 1 | 5 | 310 | 319 | −9  | 9   |            |
| 4   | IFK Kristianstad      | 10 | 3 | 3 | 4 | 283 | 298 | −15 | 9   |            |
| 5   | Cehovskie Medvedi     | 10 | 4 | 0 | 6 | 280 | 308 | −28 | 8   |            |
| 6   | Kadetten Schaffhausen | 10 | 2 | 2 | 6 | 280 | 277 | +3  | 6   |            |

1. 1 2  GOG Håndbold 70–61 IFK Kristianstad

### Playoff
Echipele clasate pe primele două locuri în grupele C și D au participat într-un turneu de tip playoff pentru a decide cele două echipe care au avansat în optimile de finală. Câștigătoarele celor două grupe au jucat împotriva echipelor clasate pe locurile 2, în meciuri tur–retur.
| Echipa 1          | Scor gen. | Echipa 2         | Tur   | Retur |
| ----------------- | --------- | ---------------- | ----- | ----- |
| Sporting CP       | 49–52     | Dinamo București | 25–26 | 24–26 |
| Orlen Wisła Płock | 51–49     | Bidasoa Irun     | 32–25 | 19–24 |

## Fazele eliminatorii
Câștigătoarele grupelor A și B au avansat direct în sferturile de finală, în timp ce echipele clasate pe locurile 2–6 au avansat în optimile de finală, unde li s-au alăturat cele două echipe din grupele C și D câștigătoare ale turneului playoff.

### Optimile de finală
| Echipa 1               | Scor gen. | Echipa 2             | Tur    | Retur  |
| ---------------------- | --------- | -------------------- | ------ | ------ |
| Dinamo București       | M1        | PSG Handball         | 22 mar | 28 mar |
| Orlen Wisła Płock      | M2        | Telekom Veszprém     | 22 mar | 28 mar |
| RK Vardar              | M3        | MOL-Pick Szeged      | 22 mar | 29 Mar |
| Celje Pivovarna Laško  | M4        | PGE Vive Kielce      | 21 mar | 28 mar |
| Porto Sofarma          | M5        | Aalborg Håndbold     | 21 mar | 29 mar |
| SG Flensburg-Handewitt | M6        | Montpellier Handball | 18 mar | 29 mar |

### Sferturile de finală
| Echipa 1 | Scor gen. | Echipa 2     | Tur       | Retur   |
| -------- | --------- | ------------ | --------- | ------- |
| M6       | –         | FC Barcelona | 25–26 apr | 2–3 mai |
| M5       | –         | THW Kiel     | 25–26 apr | 2–3 mai |
| M4       | –         | M1           | 25–26 apr | 2–3 mai |
| M3       | –         | M2           | 25–26 apr | 2–3 mai |

### Final four
|  | Semifinalele        | Semifinalele |             |    | Finala | Finala |
|  |                     |              |             |    |        |        |
|  | 28 decembrie        |              |             |    |        |        |
|  |                     |              |             |    |        |        |
|  | THW Kiel            | 36           |             |    |        |        |
|  | THW Kiel            | 36           | 29 December |    |        |        |
|  | Telekom Veszprém    | 35           |             |    |        |        |
|  | Telekom Veszprém    | 35           | THW Kiel    | 33 |        |        |
|  | 28 decembrie        |              | THW Kiel    | 33 |        |        |
|  |                     | Barça        | 28          |    |        |        |
|  | Barça               | Barça        | 28          | 37 |        |        |
|  | Barça               |              |             | 37 |        |        |
|  | Paris Saint-Germain | 32           |             |    |        |        |
|  | Paris Saint-Germain | 32           | Finala mică |    |        |        |
|  |                     |              |             |    |        |        |
|  | 29 December         |              |             |    |        |        |
|  |                     |              |             |    |        |        |
|  | Telekom Veszprém    | 26           |             |    |        |        |
|  | Telekom Veszprém    | 26           |             |    |        |        |
|  | Paris Saint-Germain | 31           |             |    |        |        |

#### Finala
| 29 December 2020 20:30 | THW Kiel        | 33–28   | Barça          | Lanxess Arena, Köln Asistență: 0 Arbitri: Gubica, Milošević |
| 29 December 2020 20:30 | Niclas Ekberg 8 | (19–16) | Aleix Gómez 10 | Lanxess Arena, Köln Asistență: 0 Arbitri: Gubica, Milošević |
| 29 December 2020 20:30 | 5× 1×           | Report  | 4×             | Lanxess Arena, Köln Asistență: 0 Arbitri: Gubica, Milošević |

## Clasamentul marcatorilor
La 1 martie 2020.
| Loc | Jucător             | Club                   | Goluri |
| --- | ------------------- | ---------------------- | ------ |
| 1   | Hugo Descat         | Montpellier Handball   | 75     |
| 2   | Baris Puhouski      | Motor Zaporojie        | 74     |
| 3   | Niclas Ekberg       | THW Kiel               | 70     |
| 4   | Timur Dibirov       | RK Vardar              | 69     |
| 5   | Sebastian Barthold  | Aalborg Håndbold       | 65     |
| 5   | Alex Dujshebaev     | PGE Vive Kielce        | 65     |
| 5   | Vladislav Ostrușko  | Eurofarm Rabotnik      | 65     |
| 8   | Valentin Ghionea    | Sporting CP            | 64     |
| 8   | Sigvaldi Guðjónsson | Elverum Håndball       | 64     |
| 8   | Sander Sagosen      | PSG Handbal            | 64     |
| 8   | Gøran Johannessen   | SG Flensburg-Handewitt | 64     |